# Rati Ardaziszwili
Rati Ardaziszwili, gruz. რატი არდაზიშვილი (ur. 27 stycznia 1998 w Mccheta, Gruzja) – gruziński piłkarz, grający na pozycji pomocnika.

## Kariera piłkarska

### Kariera klubowa
W 2013 roku rozpoczął karierę piłkarską w juniorskiej drużynie Lokomotiwi Tbilisi, a w 2014 debiutował w podstawowym składzie. 8 lipca 2019 został wypożyczony do końca roku do Czichury Saczchere. 20 stycznia 2020 2020 podpisał kontrakt z ukraińskim Ruchem Lwów. 8 października 2020 opuścił lwowski klub.

### Kariera reprezentacyjna
Występował w juniorskiej i młodzieżowej reprezentacjach Gruzji.

## Sukcesy i odznaczenia

### Sukcesy klubowe
Lokomotiwi Tbilisi
- 3.miejsce w Pirveli Liga: 2014/15
- finalista Pucharu Gruzji: 2019